# Yu Yiting
Dans ce nom chinois, le nom de famille, Yu , précède le nom personnel Yiting.
Pour les articles homonymes, voir Yu.
Yu Yiting (caractères chinois simplifiés : 余依婷), née le 5 septembre 2005, est une nageuse chinoise.

## Carrière
Elle participe aux épreuves des 200 m et  400 m quatre nages lors des Jeux olympiques d'été de 2020.
Le 24 juillet 2023, elle remporte la médaille de bronze au 200 m quatre nages lors des championnats du monde à Fukuoka au Japon, derrière les Américaines Kate Douglass et Alex Walsh.

## Palmarès

### Jeux olympiques
- Jeux olympiques d'été de 2024 à Paris :
  -  Médaille de bronze du relais 4 × 100 m nage libre.

### Championnats du monde en grand bassin
- Championnats du monde 2023 à Fukuoka :
  -  Médaille de bronze du 200 m quatre nages.
- Championnats du monde 2024 à Doha :
  -  Médaille d'or du relais 4 × 100 m nage libre mixte.
  -  Médaille de bronze du 200 m quatre nages.
- Championnats du monde 2025 à Singapour :
  -  Médaille d'argent du relais 4 × 100 m quatre nages mixte (participe uniquement aux séries).
  -  Médaille de bronze du relais 4 × 200 m nage libre.
  -  Médaille de bronze du relais 4 × 100 m quatre nages (participe uniquement aux séries).